# آلبرت هریسون (بازیکن فوتبال، زاده ۱۹۰۴)
آلبرت هریسون (انگلیسی: Albert Harrison؛ زادهٔ ۱۵ فوریهٔ ۱۹۰۴) بازیکن فوتبال اهل بریتانیا است.
از باشگاه‌هایی که در آن بازی کرده‌است می‌توان به باشگاه فوتبال ناتینگهام فارست، باشگاه فوتبال آترتون کولیریس، باشگاه فوتبال چورلی، باشگاه فوتبال دانداک، باشگاه فوتبال ویگان اتلتیک، باشگاه فوتبال لوگانو، و باشگاه فوتبال لستر سیتی اشاره کرد.